# 279
279是278與280之間的自然數。

## 在數學中
- 合數，正因數有1、3、9、31、93和279。
質因數分解為{\displaystyle 3^{2}\times 31}。
- 虧數，真因數和為137，虧度為142。
- 不尋常數，大於平方根的質因數為31。
- 十进制的奢侈數。
- 13個連續質數和（3+5+7+11+13+17+19+23+29+31+37+41+43）
- {\displaystyle 279=3^{2}+3^{3}+3^{5}}
- {\displaystyle 279=(27\times 9)+(27+9)}
- 第50個質數+50（229+50）
- {\displaystyle 10\times 279\pm 1}是孿生質數
- {\displaystyle 279\pm 2}是質數

## 在人類文化中
- 279戰車能夠在讓一般戰車都要打退堂鼓的惡劣地形中進行作戰，但載彈量僅有24發砲彈
- 1903年12月17日，萊特兄弟創下279公尺的飛行紀錄
- 法國高速鐵路大西洋線是法國高速列車的其中一條路線，長度為279公里
- 是美國79號州際公路的補助線

## 在科學中
- 十月左右類星體3C 279會與太陽和地球排成一直線，有助於了解軸子是否存在

## 在天文中
- NGC 279 是鯨魚座的一個星系
- HD 149026b位於距地球279光年外的武仙座，是目前發現最熱的太陽系外行星

## 在其他領域中
- 西元279年和前279年
- 密西根湖的平均深度為279英尺